# Иван Фргић
Иван Фргић (Сомбор, 18. јул 1953 — Сомбор, 31. октобар 2015) био је југословенски и српски рвач, освајач сребрне медаље на Олимпијским играма 1976. године.

## Биографија
Почео је да се бави рвањем од ране младости у родном Сомбору. Био је члан спортског клуба Лика Загреб и од 1973. до 1980. члан Електровојводине Сомбор (Раднички Сомбор). Врло брзо је постао репрезентативац Југославије, чије је боје бранио дуги низ година. Водили су га тренери Петар Цуцић и Светомир Дамјановић. По први пут Фргић је био југословенски првак 1971. године. Први успех на међународним такмичењима остварио је већ 1970. године у шведској Хускварни, када је постао европски јуниорски вицешампион у категорији до 56 кг. Први велики успех као сениор имао је 1973. године освојивши треће место на Европском првенству у Хелсинкију. Од тада је Фргић редовно учествовао на међународним првенствима и славио велике успехе. На Светском првенству освојио је две бронзане и једну сребрну медаљу. Проглашен је заслужним спортистом Југославије.
Године 1975. био је европски првак у Лудвигсхафену (Немачка), два пута је освајао злато на Медитеранским играма. Фргић је освајач 11 државних медаља, а забележио је преко 1000 наступа у дресу са националним грбом. Био је првак Југославије 1971, 1973, 1975, 1976, 1977, 1978. и 1979. године у бантам и перо категорији у рвању грчко-римским стилом.
Проглашен је за спортисту века града Сомбора. Године 1976. освојио је сребрну медаљу на Олимпијским играма у Монтреалу у бантам категорији рвањем грчко−римском стилу, а четири године касније, на олимпијади у Москви био је четврти. Као тренер, 1988. године био је на играма у Сеулу.
За свој рад у спорту добио је много признања, како у свом граду, тако и шире. Носилац је Спартакове награде 1975. године, а 2009. године добио је награду за животно дело. Добитник је Златног ордена Рвачког савеза Србије. Био је тренер и функционер Рвачког клуба Раднички из Сомбора, шеф стручног штаба свих државних селекција, председник Спортског савеза града Сомбора.
Преминуо је после дуге и тешке болести 31. октобра 2015. године, сахрањен је два дана касније у Сомбору. Од 2016. године у његову част у Сомбору се одржава интернационални турнир „Ивица Фргић Жути”.